# Stevan Faddy

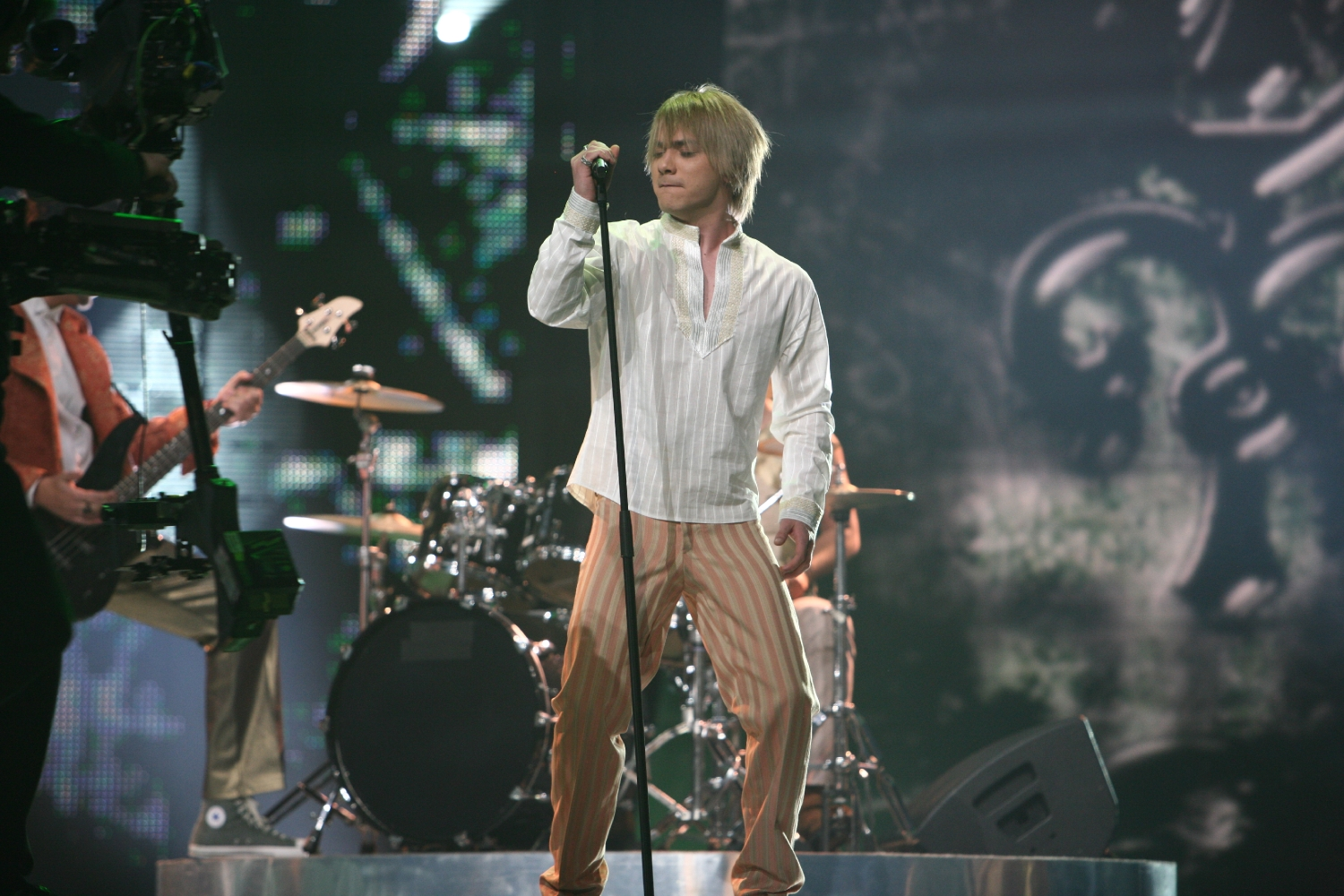
Stevan Faddy (2007)

Stevan Faddy (serb.: Стеван Феди; * 2. September 1986 in Kotor) ist ein Popsänger aus Montenegro.

## Hintergrund
Nachdem er schon zweimal am Vorentscheid zum Eurovision Song Contest für Serbien und Montenegro teilgenommen hatte (2005 / 2. Platz und 2006 / 3. Platz), siegte er bei der ersten Vorentscheidungs-Show MontenegroSong des nun unabhängigen Montenegro. Beim Eurovision Song Contest 2007 in Helsinki erreichte er mit seinem rockigen Titel Ajde, kroči (dt.: Komm, steh auf) allerdings nur einen 22. Platz im Halbfinale und schied so fürs Finale aus.